# Morski Klub Sportowy Pogoń Szczecin 2019-2020
Questa voce raccoglie le informazioni riguardanti il Pogoń Szczecin nelle competizioni ufficiali della stagione 2019-2020.

## Rosa
Rosa aggiornata al 21 dicembre 2019.
| N. |                                 | Ruolo | Calciatore                      |
| -- | ------------------------------- | ----- | ------------------------------- |
| 1  | Croazia (bandiera)              | P     | Dante Stipica                   |
| 2  | Polonia (bandiera)              | D     | Jakub Bartkowski                |
| 7  | Grecia (bandiera)               | A     | Michalīs Manias                 |
| 8  | Polonia (bandiera)              | C     | Damian Dąbrowski                |
| 9  | Polonia (bandiera)              | A     | Adam Frączczak (capitano)       |
| 10 | Austria (bandiera)              | A     | Srđan Spiridonović              |
| 11 | Germania (bandiera)             | A     | Soufian Benyamina               |
| 13 | Grecia (bandiera)               | D     | Konstantinos Triantafyllopoulos |
| 14 | Polonia (bandiera)              | C     | Kamil Drygas                    |
| 15 | Polonia (bandiera)              | D     | Hubert Matynia                  |
| 16 | Finlandia (bandiera)            | A     | Santeri Hostikka                |
| 17 | Bosnia ed Erzegovina (bandiera) | C     | Zvonimir Kožulj                 |
| 18 | Polonia (bandiera)              | A     | Adam Buksa                      |
| 22 | Austria (bandiera)              | D     | David Stec                      |

| N. |                       | Ruolo | Calciatore          |
| -- | --------------------- | ----- | ------------------- |
| 23 | Austria (bandiera)    | D     | Benedikt Zech       |
| 26 | Polonia (bandiera)    | P     | Jakub Bursztyn      |
| 27 | Polonia (bandiera)    | C     | Sebastian Kowalczyk |
| 28 | Portogallo (bandiera) | C     | Tomás Podstawski    |
| 33 | Polonia (bandiera)    | D     | Mariusz Malec       |
| 34 | Spagna (bandiera)     | A     | Iker Guarrotxena    |
| 54 | Polonia (bandiera)    | C     | Maciej Żurawski     |
| 55 | Polonia (bandiera)    | D     | Igor Łasicki        |
| 61 | Polonia (bandiera)    | C     | Kacper Smoliński    |
| 64 | Polonia (bandiera)    | C     | Kacper Kozłowski    |
| 70 | Polonia (bandiera)    | C     | Błażej Starzycki    |
| 71 | Polonia (bandiera)    | C     | Marcel Wędrychowski |
| 77 | Sudafrica (bandiera)  | D     | Ricardo Nunes       |